# Чалый, Савва
Са́вва Ча́лый (ум. 1741, село Степашки (ныне Гайсинский район, Винницкая область) — один из руководителей гайдамацкого движения 1734 года на Украине, затем полковник казацкого полка на польской службе, составленного из раскаявшихся гайдамаков.

## Биография
Родом из мещан местечка Комаргород, Брацлавское воеводство, Речь Посполитая (ныне Винницкой области Украина). В юности поступил в надворную милицию местного владельца князя Четвертинского. Благодаря своим способностям вскоре стал сотником.
Затем в 1734 году во время гайдамацкого восстания под командованием Верлана в Подолии, он примкнул к нему. Стал гайдамацким ватажком.
Когда восстание было усмирено, бежал на Запорожскую Сечь. Там, узнав, что польский региментарь Малинский обнародовал амнистию бывшим участникам восстания и призывал их на польскую службу по найму для усмирения дальнейших крестьянских восстаний, Савва Чалый явился один из первых в 1736 году с повинной, принёс требуемую присягу полякам и получил чин полковника полка, составленного из раскаявшихся гайдамаков. Вёл активную борьбу с бывшими товарищами по восстанию 1734 года.
В 1738 году он перешёл в частную службу к владельцу Немирова, великому коронному гетману Юзефу Потоцкому, в качестве полковника казаков его надворной милиции. Потоцкий, желая обеспечить и поощрить верность Саввы, отдал ему в пожизненное владение два села в окрестности Немирова и поручил ему защиту от гайдамаков своих обширных владений.
Савва не только ревностно преследовал и отражал отряды гайдамаков, но стал врываться в запорожскую территорию, разорял и грабил запорожские зимовники и в 1740 году даже разрушил Бугогардовскую паланку на правом берегу Днепра, и сжёг бывшую в ней церковь.
Эти действия Чалого вызвали у запорожцев и гайдамаков желание мести; один из бывших товарищей его, гайдамацкий ватажок Игнат Голый, собрал небольшой отряд и в день Рождества 1741 году внезапно ночью окружил дом Саввы в селе Степашки и убил полковника.
Жена Саввы Чалого смогла спастись с грудным ребёнком и вновь вышла замуж за польского шляхтича, служившего на Украине, и впоследствии уехала вместе с мужем за его родину — в Мазовию. Воспитанный там Юзеф Савва-Цалинский, сын казацкого полковника Саввы Чалого, был известен как один из деятелей Барской конфедерации.
Сложенные исторические песни о Савве Чалом, получили большое распространение на Украине; сохранились и предания о кровавой расправе Игната Голого с С. Чалым.